# Chu Khôn Nhân
Chu Khôn Nhân (sinh ngày 10 tháng 9 năm 1937) là Đô đốc Quân Giải phóng Nhân dân Trung Quốc (PLA). Ông từng giữ chức Chính ủy Tổng cục Hậu cần PLA và Chính ủy Hải quân PLA.

## Thân thế
Chu Khôn Nhân sinh ngày 10 tháng 9 năm 1937, người Đan Dương, tỉnh Giang Tô.

## Giáo dục
Tháng 1 năm 1980 đến tháng 8 năm 1981, ông học khoa cơ bản tại Học viện Chính trị PLA.
Tháng 9 năm 1985 đến tháng 3 năm 1986, ông học lớp nâng cao cán bộ cấp tỉnh bộ tại Trường Đảng Trung ương.
Năm 1990, ông vào học tại Đại học Quốc phòng PLA.

## Sự nghiệp
Tháng 1 năm 1956, ông tham gia Quân Giải phóng Nhân dân Trung Quốc. Tháng 5 năm 1960, ông gia nhập Đảng Cộng sản Trung Quốc.
Tháng 3 năm 1967, ông được bổ nhiệm làm Phó Chính ủy Tàu "Khai Phong", Chi đội Tàu hộ vệ Hải quân. Tháng 4 năm 1969, ông được bổ nhiệm giữ chức Phó Chính ủy Tàu "Lạc Dương" Hải quân rồi Chính ủy Tàu "Lạc Dương" Hải quân. Tháng 6 năm 1976, ông được bổ nhiệm làm Phó Chính ủy Đại đội rồi Chính ủy Đại đội, Tàu hộ vệ Hải quân. Tháng 8 năm 1978, ông được bổ nhiệm giữ chức vụ Phó Trưởng Ban Cán bộ, Cục Chính trị Hạm đội Đông Hải. Tháng 3 năm 1983, ông được bổ nhiệm làm Chính ủy Chi đội Tàu ngầm Hải quân.
Tháng 8 năm 1984, ông được bổ nhiệm giữ chức Phó Chủ nhiệm Chính trị Hạm đội Đông Hải. Tháng 8 năm 1985, ông được bổ nhiệm làm Chủ nhiệm Chính trị Hạm đội Đông Hải. Tháng 1 năm 1987, ông được bổ nhiệm giữ chức Phó Chủ nhiệm Chính trị Hải quân PLA. Tháng 6 năm 1990, ông được bổ nhiệm làm Chính ủy Hạm đội Nam Hải. Tháng 11 năm 1992, ông kiêm nhiệm vị trí Phó Chính ủy Hải quân PLA. Tháng 1 năm 1993, ông thôi đảm nhiệm chức vụ Chính ủy Hạm đội Nam Hải.
Tháng 11 năm 1993, ông được bổ nhiệm làm Phó Bí thư Đảng ủy Hải quân, Chính ủy Hải quân PLA. Tháng 7 năm 1995, ông được bổ nhiệm giữ chức Chính ủy Tổng cục Hậu cần PLA. Tháng 10 năm 2002, Trương Văn Đài thay Chu Khôn Nhân làm Chính ủy mới của Tổng cục Hậu cần PLA.
Tháng 3 năm 2003, ông được bầu làm Ủy viên Ủy ban Thường vụ Quốc hội, Phó Chủ nhiệm Ủy ban Pháp luật của Quốc hội khóa X nhiệm kỳ 2003-2008.
Ông là Ủy viên Ban Chấp hành Trung ương Đảng Cộng sản Trung Quốc khóa XV. Ông cũng là đại biểu Quốc hội khóa VII (1988-1993) và khóa IX (1998-2003).

## Lịch sử thụ phong quân hàm
| Quân hàm |              |            |        |  |  |  |  |  |  |  |  |
| Cấp bậc  | Chuẩn Đô đốc | Phó Đô đốc | Đô đốc |  |  |  |  |  |  |  |  |
|          |              |            |        |  |  |  |  |  |  |  |  |